# Zimtfarbenes Dornauge
Das Zimtfarbene Dornauge (Pangio pangia), gelegentlich auch als Schwarzes Dornauge bezeichnet, ist ein Fisch aus der Familie der Steinbeißer, der auch in der Aquaristik bekannt ist.

## Merkmale
Mit einer Länge von ca. 6 cm gehört das Zimtfarbene Dornauge zu den kleineren Vertretern seiner Gattung. Es ist einfarbig braun und wie alle Dornaugen von länglicher, aalförmiger Gestalt. Es hat drei Bartelpaare, die Nasalbarteln fehlen, und unterscheidet sich dadurch von der sehr ähnlichen Art Pangio mariarum, die vier Bartelpaare hat. Es erreicht ein Alter von ca. 9 Jahren.
- Flossenformel: Dorsale 2/6, Anale 7, Ventrale 1/5–6, Pectorale 1/8–9[1]

## Vorkommen
Zimtfarbene Dornaugen wurden in Indien und Myanmar in strömungsreichen Flussmündungen gefunden. Konkrete Fundorte sind beispielsweise der Thandwe, Gwa und Saluen in Myanmar sowie der Ganges und der Sevoke in Indien.

## Nahrung
Dornaugen sind Allesfresser, die sich vorwiegend von Detritus und kleineren Wirbellosen ernähren.

## Aquaristik
Die Tiere sind für die Haltung im Aquarium durchaus geeignet. Dornaugen sind nachtaktive und scheue Tiere. Für die Haltung eignen sich Aquarien ab 60 Liter Volumen, die möglichst bepflanzt auf jeden Fall mehrere Versteckmöglichkeiten anbieten sollten. Als ausgesprochene Friedfische können sie gut mit anderen, nicht zu lebhaften Arten vergesellschaftet werden. Sie sind relativ tolerant hinsichtlich der Wasserwerte, bevorzugen jedoch leicht saures, eher weiches Wasser, dessen Temperatur nicht unter 24 Grad absinken sollte.
Einzelne Zuchterfolge sind durchaus bekannt, jedoch gelang bislang keine regelmäßige Zucht, was wohl vor allem daran liegt, dass über die laichauslösenden Umstände zu wenig bekannt ist. Bei den im Handel erhältlichen Tieren handelt es sich daher fast ausnahmslos um Wildfänge.

## Belege
1. 1 2  Günther Sterba: Süsswasserfische der Welt. 2. Auflage. Urania, Leipzig/Jena/Berlin 1990, ISBN 3-332-00109-4, S. 322.